# 南岩手郡

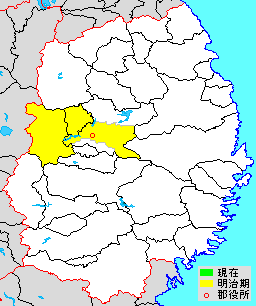
岩手県南岩手郡の範囲

南岩手郡（みなみいわてぐん）は、岩手県県央部にあった郡。

## 郡域
明治12年（1879年）に行政区画として発足した当時の郡域は、下記の区域にあたる。
- 盛岡市の一部（上飯岡、下飯岡、飯岡新田、津志田、津志田西、津志田町、三本柳、東見前以南および門前寺、渋民、玉山馬場以北を除く→旧盛岡市）
- 滝沢市の全域
- 岩手郡雫石町の全域

## 歴史

### 郡発足までの沿革
- 幕末時点では陸奥国に所属し、全域が盛岡藩領であった。「旧高旧領取調帳」に記載されている、岩手郡のうち後の本郡域の明治初年時点に存在した村は以下の通り。（1町47村）

盛岡城下、仁王村、上田村、三割村、山岸村、上米内村、下米内村、浅岸村、加賀野村、新庄村、志家村、中野村、川目村、東安庭村、川又村、日戸村、門村、簗川村、藪川村、下太田村、中太田村、上太田村、猪去村、上鹿妻村、下鹿妻村、下厨川村、上厨川村、大釜村、篠木村、大沢村、土淵村、平賀新田、鵜飼村、滝沢村、本宮村、向中野村、仙北町村、雫石村、長山村、西根村、上野村、御明神村、橋場村、繋村、西安庭村、南畑村、鶯宿村、玉山村
- 明治元年
  - 12月7日（1869年1月19日）
    - 陸奥国が分割され、本郡は陸中国の所属となる。
    - 盛岡藩が戊辰戦争後の処分により、領地を没収される。信濃松代藩取締地となり、盛岡県（第1次）を称する[2]。

  - 12月24日（1869年2月5日） - 旧・盛岡藩が磐城白石藩に転封される。
- 明治2年7月22日（1869年8月29日） - 白石藩が盛岡藩に転封。全域が再び盛岡藩領となる。
- 明治4年
  - 7月10日（1871年8月15日）- 盛岡藩が廃藩。盛岡県（第2次）が発足し、旧・盛岡藩領を管轄。
  - 11月2日（1871年12月13日） - 第1次府県統合により盛岡県（第3次）の管轄となる。
- 明治4年
  - 中野村が東中野村に改称。
  - 盛岡城の廃城により、城内が内丸に改称して仁王村に編入。盛岡城下各町が仁王村、志家村、仙北町村、東中野村、新庄村、加賀野村、山岸村、三割村、上田村に字地として編入。（47村）
- 明治5年1月8日（1872年2月16日） - 盛岡県（第3次）が岩手県に改称。
- 明治11年（1878年）11月26日
  - 郡区町村編制法の岩手県での施行により、行政区画としての岩手郡が発足。
  - 紫波郡砂子沢村・根田茂村の所属郡が本郡に変更。（49村）

### 郡発足以降の沿革
- 明治12年（1879年）1月4日 - 岩手郡（第1次）が分割し、仁王村ほが49村の区域をもって南岩手郡が発足。郡役所が仁王村に設置。（49村）
- 明治17年（1884年） - 明治4年に盛岡城下から編入された盛岡町各町が所属する村名を冠する。盛岡町は各町の総称となる。
- 明治18年（1885年）1月 - 仁王村外五ヶ村役場の設置により、盛岡町の総称を廃止。

- 明治22年（1889年）4月1日

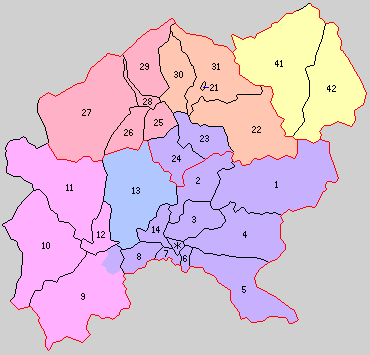
1.藪川村 2.玉山村 3.米内村 4.浅岸村 5.簗川村 6.中野村 7.本宮村 8.太田村 9.御所村 10.御明神村 11.西山村 12.雫石村 13.滝沢村 14.厨川村（紫：盛岡市 青：滝沢市 桃：岩手郡雫石町 ＊：発足時の盛岡市 21 - 31は北岩手郡 41・42は北九戸郡）

  - 市制の施行により、仁王村、志家村、仙北町村［仙北町・仙北組町・青物町］、東中野村［寺の下・鉈屋町・川原町・新穀町・穀町・呉服町・十三日町・川原小路・鷹匠小路・六日町・上衆小路・馬町・馬場小路・大清水小路・上小路および肴町の一部］、新庄村［字尾崎前・鹿島下・田中・天神下］、加賀野村［字久保田・春木場・中通・角子・北井崎・田神松］、山岸村［山岸町］、三割村［下小路］、上田村［上田組町・上田与力小路・上田小路］の区域をもって盛岡市が発足し、郡より離脱。
  - 町村制の施行により、以下の村が発足。特記以外は現・盛岡市。●は盛岡市に編入された区域を除く。（14村）
    - 藪川村（単独村制）
    - 玉山村 ← ●上田村［字下台を除く］、玉山村、川又村、日戸村
    - 米内村 ← ●三割村、●山岸村、上米内村、下米内村、上田村［字下台］
    - 浅岸村 ← ●加賀野村、●新庄村、浅岸村
    - 簗川村 ← 簗川村、川目村、根田茂村、砂子沢村
    - 中野村 ← ●東中野村、門村、東安庭村
    - 本宮村 ← ●仙北町村、本宮村、向中野村、下鹿妻村
    - 太田村 ← 上太田村、中太田村、下太田村、上鹿妻村、猪去村
    - 御所村 ← 南畑村、鶯宿村、西安庭村（現・岩手郡雫石町）、繋村（現・盛岡市、岩手郡雫石町）
    - 御明神村 ← 御明神村、上野村、橋場村（現・岩手郡雫石町）
    - 西山村 ← 西根村、長山村（現・岩手郡雫石町）
    - 雫石村（単独村制。現・岩手郡雫石町）
    - 滝沢村 ← 滝沢村、鵜飼村、大沢村、篠木村、大釜村（現・滝沢市）
    - 厨川村 ← 上厨川村、下厨川村、土淵村、平賀新田
- 明治30年（1897年）4月1日 - 郡制の施行により、南岩手郡・北岩手郡の区域をもって岩手郡（第2次）が発足。同日南岩手郡廃止。

## 行政
特記なき場合『岩手郡誌』による。
南岩手郡長
| 代 | 氏名     | 就任年月日                | 退任年月日                 | 備考                                |
| -- | -------- | ------------------------- | -------------------------- | ----------------------------------- |
| 1  | 谷河尚忠 | 明治12年（1879年）1月4日  | 明治13年（1880年）6月23日  |                                     |
| 2  | 宮部謙吉 | 明治13年（1880年）6月23日 | 明治13年（1880年）10月23日 | 廃官 北岩手・南岩手・紫波郡長へ転任 |

北岩手・南岩手・紫波郡長
| 代 | 氏名     | 就任年月日                 | 退任年月日                | 備考                               |
| -- | -------- | -------------------------- | ------------------------- | ---------------------------------- |
| 1  | 宮部謙吉 | 明治13年（1880年）10月23日 | 明治25年（1892年）11月1日 | 北岩手郡長より転任                 |
| 2  | 松橋宗之 | 明治25年（1892年）11月1日  | 明治30年（1897年）3月31日 | 北岩手郡との合併により南岩手郡廃止 |

## 参考資料
- 『岩手郡誌』岩手県教育会岩手郡部会、1941年。
- 「角川日本地名大辞典」編纂委員会 編『角川日本地名大辞典』 3 岩手県、角川書店、1985年2月7日。ISBN 4040010302。